# Ypsolopha manniella
Ypsolopha manniella là một loài bướm đêm thuộc họ Ypsolophidae. Nó được tìm thấy ở Crete và Thổ Nhĩ Kỳ.
Sải cánh dài 14–16 mm.
Ấu trùng ăn các loài Ephedra.